# 沃爾納特鎮區 (堪薩斯州克勞福德縣)
沃爾納特鎮區（英語：Walnut Township）為位在美國堪薩斯州克勞福德縣的鎮區。2010年美国人口普查中該鎮區人口有577人。

## 地理
沃爾納特鎮區涵蓋面積166.24平方（64.19平方英里），境內設有兩座城市：赫普勒和沃爾納特。

### 墓園
根據美國地質調查局的資料，此鎮區擁有3座墓園：
- 格倫伍德墓園（Glenwood Cemetery）
- 路德墓園（Lutheran Cemetery）
- 沃爾納特墓園（Walnut Cemetery）

### 溪流
通過此鎮區的溪流有：
- 波尼溪（Pony Creek）

## 人口統計
根據2010年美國人口普查，沃爾納特鎮區人口有577人，人口密度為3.47人/每平方公里。此鎮區居民之種族有98.27%為白人；0%為非裔美洲人；0.69%為美洲原住民；0%為亞洲人；0%為太平洋島民；0.35%為其他種族；另外有0.69%為混血種族。而西班牙裔或拉丁裔美洲人佔此鎮區人口的2.43%。

## 外部連結
- US-Counties.com
- City-Data.com （页面存档备份，存于）